# 行場次朗
行場 次朗（ぎょうば じろう､1954年 - ）は、日本の心理学者（専門は基礎心理学･認知心理学）。文学博士。東北大学名誉教授。元日本認知心理学会理事長。第24期・第25期日本学術会議会員。

## 来歴
宮城県塩竈市出身。1976年東北大学文学部哲学科心理学専攻卒業。1981年東北大学大学院文学研究科博士課程後期心理学専攻を修了。信州大学人文学部助教授（1983年）、九州大学文学部助教授（1994年）を経て、1998年に東北大学大学院文学研究科助教授となり、2000年に教授に就任する。
2007年電子情報通信学会ヒューマンコミュニケーショングループ運営委員長。2009年日本感性福祉学会副会長。2012年日本認知心理学会理事長。2017年第24期日本学術会議会員。2019年より尚絅学院大学教授を務める。2020年第25期日本学術会議会員。

## 著書
編著
- 『認知心理学重要研究集 1 - 視覚認知 - 』誠信書房、1995年
- 『感覚・知覚心理学』北大路書房、2018年

共著
- 古川真人・加藤忠久・堀毛一也・行場次朗『教育心理学』尚学社、1987年
- 川人光男・行場次朗・藤田一郎・乾敏郎・力丸裕『視覚と聴覚』岩波書店、1994年
- 行場次朗・箱田裕司（編著）『知性と感性の心理』福村出版、2000年
- 行場次朗・福澤一吉・開一夫・松井孝雄・朝倉鴨彦・近江政雄・本田学・花川隆・田中茂樹『イメージと認知』岩波書店、2001年
- 畑山俊輝・仁平義明・大渕憲一・行場次朗・畑山みさ子（編）『感情心理学パースペクティブズ：感情の豊かな世界』北大路書房、2005年
- Gyoba, J. (2007). Investigation of Klee’s paintings based on the ‘mind-design model. F. Maeda (Ed.), Paul Klee als Seelenforshcher. Center for Integrated Research on the Mind KEIO University.
- 行場次朗・鈴木美穂・作田由衣子 「Gregoryの「心のデザイン」モデルによる視覚芸術作品の分類の試み」（野口薫（編）『美と感性の心理学―ゲシュタルト知覚の新しい地平』日本大学文理学部叢書、2007年に所収）
- 阿部恒之・大渕憲一・行場次朗・坂井信之・辻本昌弘・仁平義明『心理学の視点24』国際文献印刷社、2012年
- 行場次朗・箱田裕司『新･知性と感性の心理』福村出版、2014年
- 坂上貴之 ・河原純一郎 ・木村英司 ・三浦佳世 ・行場次朗 ・石金浩史『基礎心理学実験法ハンドブック』朝倉書店、2018年
- Gyoba, J., Sakurai, K., & Kitaoka, A. (2018). Visual phantom illusion as an integrative product of early visual processing and higher-order perceptual organization. Brown, J. M. (Ed), Pioneer Visual Neuroscience: A Festschrift for Naomi Weisstein (1st Edition). Routledge.

## 論文
CiNii 